# Severoamerická luterská církev
Severoamerická luterská církev (North American Lutheran Church, NALC) je luterská denominace vyvíjející svou činnost v USA a Kanadě. Má více než 400 sborů.
Církev byla založena v srpnu 2010 a představuje společenství, kam odešli především konzervativní luteráni z Evangelické luterské církve v Americe. Roztržka mezi liberálním a konzervativním křídlem v uvedené církvi kulminovala v roce 2009, kdy ELCA odsouhlasila možnost aktivních homosexuálů zastávat úřady pastorů.
Na rozdíl od jiných konzervativních luterských denominací, NALC připouští ordinaci žen do úřadu pastora.
V čele církve stojí biskup, v čele církevních regionů stojí děkani.
Prvním prozatímním biskupem byl zvolen Paull E. Spring, jeden z emeritních biskupů ELCA; roku 2011 byl nahrazen Johnem Bradoskym.